# Municipio de Geneva (Indiana)
El municipio de Geneva (en inglés: Geneva Township) es un municipio ubicado en el condado de Jennings en el estado estadounidense de Indiana. En el año 2010 tenía una población de 7584 habitantes y una densidad poblacional de 51,82 personas por km².

## Geografía
El municipio de Geneva se encuentra ubicado en las coordenadas 39°4′41″N 85°43′30″O / 39.07806, -85.72500. Según la Oficina del Censo de los Estados Unidos, el municipio tiene una superficie total de 146.36 km², de la cual 144,76 km² corresponden a tierra firme y (1,09 %) 1,6 km² es agua.

## Demografía
Según el censo de 2010, había 7584 personas residiendo en el municipio de Geneva. La densidad de población era de 51,82 hab./km². De los 7584 habitantes, el municipio de Geneva estaba compuesto por el 95,79 % blancos, el 0,7 % eran afroamericanos, el 0,09 % eran amerindios, el 0,16 % eran asiáticos, el 1,85 % eran de otras razas y el 1,41 % eran de una mezcla de razas. Del total de la población el 3,31 % eran hispanos o latinos de cualquier raza.